# Збанацкий, Григорий Олиферович
Григорий (Юрий) Олиферович Збанацкий (1914—1994) — украинский советский писатель, командир партизанского соединения имени Щорса на временно оккупированной территории Киевской и Черниговской областей Украинской ССР. Герой Советского Союза.

## Биография
Родился 1 января 1914 года (по старому стилю — 19 декабря 1913 года) в селе Барсуков ныне Козелецкого района Черниговской области Украины в крестьянской семье. Украинец. Член ВКП(б) с 1939 года. Окончил 7 классов, Черниговский педагогический техникум, Нежинский педагогический институт. Работал учителем, директором средней школы, заведующим районным отделом народного образования. С июля 1940 года — редактор районной газеты.
В июле 1941 года оставлен на оккупированной территории Украинской ССР для организации партизанской борьбы.
Создав партизанский отряд имени Щорса, стал его командиром. В октябре 1942 года — августе 1943 года в Киевской и Черниговской областях, на железной дороге Киев—Нежин—Чернигов, шоссе Киев—Чернигов, на переправах через реки Десна и Днепр партизанами отряда имени Щорса разгромлено 13 гарнизонов, подорвано 12 мостов, пущено под откос 9 эшелонов, сбито 2 самолёта, взорвано 4 склада боеприпасов.
В августе 1943 года отряд Григория Збанацкого был преобразован в соединение имени Щорса.
11-12 сентября 1943 года партизаны захватили три переправы на реке Десна и удерживали их до подхода частей Красной Армии.
Указом Президиума Верховного Совета СССР «О присвоении звания Героя Советского Союза украинским партизанам» от 4 января 1944 года за «образцовое выполнение боевых заданий командования в борьбе против немецко-фашистских захватчиков в тылу противника, и проявленные при этом отвагу и геройство и за особые заслуги в развитии партизанского движения на Украине» удостоен звания Героя Советского Союза с вручением ордена Ленина и медали «Золотая Звезда» (№ 2881).
В 1944-45 годах отважный партизанский командир — в Украинском штабе партизанского движения.
Член Союза писателей СССР. Заместитель председателя Союза писателей Украины. Депутат Верховного Совета Украинской ССР 9 созыва. Скончался 25 апреля 1994 года. Похоронен в городе-герое Киеве на Байковом кладбище.
Литературное творчество
В 1944 году под именем Юрия Збанацкого им опубликованы первые рассказы и очерки. В центре его произведений — советский человек на фронте, во вражеском тылу, жизнь советской молодёжи. Произведения Збанацкого переведены на многие языки народов СССР и за рубежом. Он внёс значительный вклад в развитие творческих связей между украинскими и чувашскими деятелями литературы и искусства. В его творчестве заметное место занимало изучение и пропаганда наследия чувашского поэта Михаила Сеспеля. Из-под пера Юрия Збанацкого вышли романы «Перед жатвой», «Сеспель», «Единственная» и другие. Им созданы сценарии художественных фильмов «Среди добрых людей» (1962 год), «Сеспель» (1970 год), «Ждите связного» (1979 год).

## Награды и звания
- Медаль «Золотая Звезда»
- орден Ленина
- орден Октябрьской Революции
- орден Красного Знамени (дважды)
- орден Отечественной войны I степени (11.03.1985)
- три ордена Трудового Красного Знамени (24.11.1960; 30.12.1963; 28.10.1967)
- орден Дружбы народов (29.12.1973)
- медаль «За трудовую доблесть» (06.08.1960)
- медали
- Государственная премия УССР имени Т. Г. Шевченко (1970) — за роман «Волны»;
- Премия имени Леси Украинки (1975), за романы «Куют кукушки» (1975), повести «Куриловы острова» (1963), «Героподвия» (1966), «Ленинка» (1970) и другие.
- премия комсомола Украины имени Н. А. Островского;
- Премия Комсомола Чувашии имени М. Сеспеля;
- заслуженный работник культуры Чувашской Республики (1969).

## Память

Памятник на могиле Юрия Збанацкого

- Имя украинского писателя Г.О. Збанацкого занесено в Почётную Книгу Трудовой Славы и Героизма Чувашской АССР (1971).
- В Киеве на доме, где жил Г.О. Збанаций в 1957—1994 годах (ул. Михаила Коцюбинского, 2), а также на зданиях бывшего Черниговского педагогического техникума и бывшего Нежинского педагогического института, где он учился, установлены мемориальные доски.
- В его честь названа улица в с. Будище Козелецкого района Черниговской области Украины.